# Lupinus glabratus
Lupinus glabratus är en ärtväxtart som beskrevs av Jacob Georg Agardh. Lupinus glabratus ingår i släktet lupiner, och familjen ärtväxter. Inga underarter finns listade i Catalogue of Life.